# Ga Sông Lũy
Ga Sông Lũy là một nhà ga xe lửa tại xã Sông Luỹ, huyện Bắc Bình, tỉnh Bình Thuận. Nhà ga là một điểm trên tuyến đường sắt Bắc Nam tiếp nối sau ga Châu Hanh và trước ga Long Thạnh. Lý trình ga: Km 1506+100.
Vào năm 2023, ga Sông Lũy thuộc dự án cải tạo, nâng cấp đường sắt Bắc Nam giữa Sài Gòn và Nha Trang với tổng mức đầu tư gần 1.099 tỷ. Các hạng mục đầu tư bao gồm việc thi công kéo dài đường và nắn lại khúc cua nằm tại phía Nam của nhà ga.